# Trilogy
Trilogy е третият студиен албум на китариста Ингви Малмстийн, издаден през 1986 г., от Polydor. Албумът е в чест на убития шведски премиер Улоф Палме.

## Състав
- Ингви Малмстийн – всички електрически и акустични китари, всички бас китари
- Марк Боулс – вокал
- Йенс Юхансон – клавишни
- Андреш Юхансон – барабани

|  | Тази страница частично или изцяло представлява превод на страницата Trilogy (Yngwie Malmsteen album) в Уикипедия на английски. Оригиналният текст, както и този превод, са защитени от Лиценза „Криейтив Комънс – Признание – Споделяне на споделеното“, а за съдържание, създадено преди юни 2009 година – от Лиценза за свободна документация на ГНУ. Прегледайте историята на редакциите на оригиналната страница, както и на преводната страница, за да видите списъка на съавторите. ВАЖНО: Този шаблон се отнася единствено до авторските права върху съдържанието на статията. Добавянето му не отменя изискването да се посочват конкретни източници на твърденията, които да бъдат благонадеждни. |